# Pasărea Domnului
Pasărea Domnului (1996) (titlu original The Sparrow) este romanul de debut al scriitoarei Mary Doria Russell. Cartea a câștigat premiile Arthur C. Clarke, James Tiptree, Jr., Kurd-Laßwitz și BSFA și a fost urmată în 1998 de romanul Children of God. Titlul face referire la Evanghelia după Matei 10:29-31, în care se spune că nicio vrabie nu va cădea pe pământ fără știrea lui Dumnezeu.

## Intriga
Romanul începe în anul 2019, când programul SETI de la Observatorul Arecibo recepționează un program muzical provenit din regiunea Alfa Centauri. Prima expediție către Rakhat, lumea care a emis semnalul muzical, este organizată de Ordinul iezuit, cunoscut pentru activitățile sale lingvistice, științifice și de misionariat încă de pe vremea fondatorului său, Ignațiu de Loyola.
Doar un membru al echipajului, Părintele Emilio Sandoz, supraviețuiește pentru a reveni pe Pământ, grav afectat din punct de vedere fizic și psihic. Povestea este relatată sub forma unor episoade alternative între relatarea expediției și interogatoriul prezent asupra preotului. Revenirea lui Sandoz a aprins un conflict, nu doar pentru că iezuiții au trimis misiunea fără aprobarea Națiunilor Unite, dar și pentru finalul ei dezastruos - contactul cu misiunea Națiunilor Unite care l-a trimis pe Sandoz înapoi pe Pământ s-a pierdut.
De la început, Sandoz consideră misiunea pe Rakhat ca fiind de inspirație divină, mai ales că echipajul era format din prieteni de-ai lui, cu abilități unice, legați fiecare în diverse moduri de Arecibo. După părerea preotului, doar Dumnezeu ar fi putut aduce laolaltă o asemenea combinație perfectă de cunoștințe și experiență la data contactării unei civilizații extraterestre. Odată ajunși pe Rakhat, oamenii încearcă să se aclimatizeze, testând flora și fauna locală și stabilind contactul cu un trib rural de culegători Runa - care se dovedesc a nu fi cei care au transmis semnalul în spațiu. Primiți bine în sânul vegetarienilor, oamenii încep să le învețe limba și cultura, transmițându-și toate descoperirile către nava de pe orbită. Din nefericire, un accident al navetei de aterizare îi condamnă să rămână pe planetă.
Specia căreia îi aparțin trasmisiunile radio se dovedește a fi o alta, numită Jana'ata. Un comerciant ambițios, pe nume Supaari, vede în vizitatori o posibilitate de a-și îmbunătăți poziția socială, în timp ce aceștia speră să găsească o sursă alternativă de combustibil în orașul acestuia, Gayjur. Între timp, echipajul începe să cultive propriile recolte, învățându-i pe săteni conceptele de bază ale agriculturii. Aceste activități aparent inocente, acompaniate de neînțelegerile culturale, vor da naștere unui set de evenimente care va provoca moartea tuturor oamenilor, cu excepția lui Sandoz. Preotul devine sclavul unui faimos poet-cântăreț, ale cărui melodii atrăseseră atenția pământenilor, conformându-se unei tradiții locale care consideră o onoare starea de dependență față de cineva. Se dovedește astfel că acele cântece considerate de Sandoz a fi de inspirație divină nu erau nimic altceva decât un fel de balade pornografice.
La revenirea lui Sandoz pe Pământ, datorită relativității, mulți dintre prietenii săi nu mai trăiesc. Impresia opiniei publice legate de contactul cu civilizațiile de pe Rakhat este negativă. După ce Sandoz explică ce s-a întâmplat în realitate și care sunt implicațiile lucrurilor, vindecarea personală poate începe - atât la nivel fizic, cât și psihic.

### Cuprins
| - Prolog - 1. - Roma - 2. - Radiotelescopul Arecibo, Puerto Rico - 3. - Roma - 4. - Arecibo, Puerto Rico - 5. - Cleveland, Ohio - 6. - Roma și Napoli - 7. - Cleveland și San Juan - 8. - Arecibo - 9. - Napoli - 10. - San Juan, Puerto Rico | - 11. - Arecibo, Puerto Rico - 12. - Pământ - 13. - Pământ - 14. - Napoli - 15. - Sistemul solar: 2021 - 16. - Stella Maris - 17. - Napoli - 18. - Stella Maris - 19. - Aterizare, Rakhat - 20. - Napoli - 21. - Rakhat | - 22. - Napoli - 23. - Orașul Gayjur: A doua Na'alpa - 24. - Satul Kashan și orașul Gayjur - 25. - Napoli - 26. - Satul Kashan și Marea Pădure Sudică - 27. - Satul Kashan - 28. - Napoli - 29. - Satul Kashan - 30. - Satul Kashan și orașul Gayjur - 31. - Napoli - 32. - Napoli |

## Pasărea DomnuluișiUn caz de conștiință
Pasărea Domnului prezintă similarități cu romanul SF lui James Blish Un caz de conștiință, care prezintă tot o întâlnire între un preot iezuit și o civilizație extraterestră.
Pe site-ul ei, Mary Doria Russell a făcut următoarea declarație în legătură cu aceste speculații:
„Mi se pune adesea această întrebare, deoarece povestea din 1958 a lui Blish este despre un iezuit spaniol ajuns în spațiu. Dacă am citit vreodată cartea, cred că nu m-a impresionat în vreun fel, pentru că nu mi-o amintesc. Încă n-am dat peste ea, dar oamenii mi-au spus că protagonistul se numește Ruiz-Sanchez, așa încât s-au gândit că eu l-am numit pe al meu Emilio Sandoz în onoarea lui Blish. În realitate, Emilio și-a primit numele de la producătorul de medicamente cu ale cărui produse am tratat răceala fiului meu. Danny a răcit în 1992, când am început eu cartea, iar eu am observat numele Sandoz pe eticheta medicamentului și mi s-a părut că sună bine. Îmi pare rău, dar nu există niciun alt simbolism sau omagiu!”

## Semnificație literară și primirea romanului
Nancy Pearl, critic la Library Journal, a considerat că romanul a fost încadrat greșit în genul science fiction, fiind mai degrabă „un roman filosofic despre natura binelui și a răului și ce se întâmplă atunci când un om încearcă să facă ceva bun pentru un scop nobil, dar sfârșește producânt un rău incalculabil”.
În pubicația catolică Commonweal, Paul Q. Kane recunoaște că Russell a cercetat cu atenție istoria de început a misiunilor iezuite și spiritualitatea iezuită, considerând că a adus la zi cu succes povestea iezuiților marcanți care au trimis oameni pe tărâmuri îndepărtate sau au mers ei înșiși către culturi străine pentru a reprezenta creștinismul. „Russell ridică subtil problema în care culturile sofisticate își prezintă una alteia povești menite să mascheze și să justifice ceea ce își fac reciproc, cu un cost teribil". Lucrul acesta este reflectat și de modul în care Sofia trebuie să-și cumpere libertatea din ceea ce ea descrie a fi o instituție de prostituție intelectuală, precum și de diferențele dintre poporul simplu Runa care locuiește la țară și Jana'ata, orășenii sofisticați care au creat muzica superbă ce avea să declanșeze misiunea.

## Premii și nominalizări
Pasărea Domnului a primit următoarele premii:
- 1996 - premiul James Tiptree, Jr.[4]
- 1998 - premiul Arthur C. Clarke[5]
- 1998 - premiul Asociației Britanice de Science Fiction, secțiunea roman
- 1998 - premiul John W. Campbell Memorial pentru cel mai bun scriitor nou
- 2001 - premiul Kurd Laßwitz[6]
- 2001 - premiul Gaylactic Spectrum Awards (Pasărea Domnului și Children of God împreună)[7]

## Adaptări
În luna martie a anului 2006 s-a anunțat că Warner Bros. a achiziționat drepturile pentru Pasărea Domnului pentru compania lui Brad Pitt, Plan B Entertainment, că Pitt însuși avea să joace rolul lui Sandoz, iar scenaristul Michael Seitzman urma să adapteze romanul pentru film.
Ulterior, Mary Russell a revocat toate drepturile de ecranizare, considerând că Hollywoodul nu poate și nu va face o adaptare a Păsării Domnului care să fie fidelă cărții. A scris propriul scenariu, ajutată de asistenta ei, Karen Hall, dar și-a dar seama că sunt puține șanse să fie folosit
În 2014, AMC a anunțat că are în lucru o adaptare pentru televiziune a cărții.